# ハラルト・ヴェルテ
ハラルト・ヴェルテ(Harald Welte、1979年 - )はドイツ、ベルリン在住のプログラマである。自由ソフトウェアコミュニティにおいて、ヴェルテはLinuxカーネルハッカーとして、そしてソフトウェアの利用の自由を守るライセンスであるGNU General Public License (GPL)の強力な支持者として有名である。
ヴェルテはまた、Openmoko Linuxプロジェクト(あるバージョンのLinuxを使用し、完全にオープンで低コストかつ高性能な携帯電話用のシステムを作成するプロジェクト)、netfilter/iptables(Linuxベースのファイアウォールや機器のルーティングを行うコア・ファイアウォールフレームワーク)プロジェクトなど、多くの自由ソフトウェアプロジェクトに参加している。彼はカオス・コンピュータ・クラブの活動メンバーである。

## Linuxカーネル開発プロジェクトとの関わり
2007年まで、ヴェルテはnetfilter/iptablesプロジェクトの責任を負うコア・チームの議長を務めていた。彼はまたUUCP over SSL how-to(SSL上のUUCPに関するハウトゥー)の作者としてクレジットされており、User-mode Linuxプロジェクト、米国の暗号輸出規制の影響を受けないInternational encryptionな暗号化ルーチンをLinuxカーネル内に作成するプロジェクトなど他多数のプロジェクトへの貢献を行っていた。

## GPL違反の是正
ヴェルテは、GPLの条項に違反しながらも起訴されていない違反者を法廷に引きずり出し、提訴するための組織、gpl-violations.orgを2004年に立ち上げ、GPL違反者をあぶり出す活動を積極的に行うようになった。

## Openmoko プロジェクトとの関わり
ヴェルテは自由ソフトウェアを利用するスマートフォンプラットフォームの作成を行うプロジェクト、Openmokoの先導システムアーキテクト(Lead System Architect)に就任した 。このプロジェクトでは、Linuxカーネルを採用し、X.Org Serverを利用し構築されたグラフィカルユーザインタフェース環境、そしてその上で動作するMatchboxウィンドウマネージャを搭載している。またOpenEmbeddedビルドフレームワークとipkgパッケージ管理システムがソフトウェアパッケージの作成と管理を担っている。
しかしながら、2007年、ヴェルテはOpenmokoプロジェクトからの脱退を突如発表した。内部対立とモチベーション低下が原因である。彼はその後もプロジェクトにボランティアとして貢献し続けている。

## 受賞 (2008年)
2008年3月19日、フリーソフトウェア財団(Free Software Foundation; FSF)は、2007年のAward for the Advancement of Free Software賞をヴェルテに贈ると発表した。贈呈理由についてFSFは次のとおり述べている。"ヴェルテ氏の、LinuxカーネルやOpenmokoモバイルプラットフォームプロジェクトなどへの技術的貢献、そして2004年から開始されたgpl-violations.orgプロジェクトにおいて幾百を越えるGNU General Public License(GPL)違反事例の是正を成功裏に成し遂げ、自由ソフトウェア利用者の自由を守った氏のコミュニティ・リーダーシップに対し、受賞委員会はその両方を讃え本賞を贈ります。"
2008年7月22日、ヴェルテは2008年のGoogle-O'Reilly Open Source Awardの権利の擁護者(Defender of Rights)賞を受賞した。本賞は、ヴェルテのgpl-violations.orgにおける取り組みを讃え、クリス・ディボナにより初めて設けられた。

## VIAとの関わり
2008年7月25日、VIA Technologiesはヴェルテをオープンソースコミュニティとの橋渡し役として同社に迎え入れることを発表した。VIAによると、彼の役割は同社のオープンソース戦略の再編成と同社製品のLinuxサポートの強化への手助けであった。
ヴェルテはまた、"VIAがLinuxカーネル開発の標準そしてベスト・プラクティスに則りドライバを開発し、同社の技術関連文書の品質を向上させ、より透明性を増すようにし、オープンソース開発コミュニティとの相互交流をより良い方向に向けるための助け"を行った。

## 参考
- “GPL gains clout in German legal case”. 2011年2月16日閲覧。
- “Defender of the Linux faith”. 2011年2月16日閲覧。
- “GPL upheld against D-Link in German court”. 2013年1月28日時点のオリジナルよりアーカイブ。2011年2月16日閲覧。